# Knut Fredlund
Knut Hjalmar Fredlund, född den 19 augusti 1873 i Göteborg, död den 7 januari 1951 i Knivsta församling, Stockholms län, var en svensk skolman och litteraturvetare.
Fredlund avlade filosofie kandidatexamen vid Göteborgs högskola 1896 och filosofie licentiatexamen där 1901. Han promoverades (som en av de första vid högskolan) till filosofie doktor 1903 och var docent i litteraturhistoria 1904–1907. Fredlund var lektor i svenska och tyska i Örebro 1906–1913 och i filosofi och svenska vid högre allmänna läroverket å Södermalm i Stockholm 1913–1938. Bland hans skrifter märks Carl Fredrik Dahlgren I (doktorsavhandling 1903). Han publicerade tidskriftsuppsatser, redigerade och kommenterade Carl Gustaf af Leopolds samlade skrifter för Svenska vitterhetssamfundet, omarbetade Karl Warburgs Svensk litteraturhistoria i sammandrag och var medarbetare i Nordisk familjebok. Fredlund vilar på Mariebergs kyrkogård i Göteborg.